# Навратил, Мирослав
Мирослав (Фридрих) Навратил (сербохорв. Miroslav Navratil; 19 июля 1893, Сараево — 13 июня 1947, Загреб) — австро-венгерский летчик-ас Первой мировой войны чешско-сербского происхождения (уроженец Боснии), военный деятель Независимого государства Хорватия, один из руководителей хорватских ВВС, генерал-лейтенант (1943 год).

## Биография
Навратил родился в 1893 году, в Сараево — столице Боснии, которая в 1878—1908 гг. была оккупирована Австро-Венгрией. С началом Первой мировой войны Навратил был призван в армию Австро-Венгрии. Воевал на Сербском фронте в составе 1-го Боснийско-Герцеговинского пехотного полка. В 1914 г. был дважды тяжело ранен (21 августа и 8 декабря). В июне 1915 года Италия вступила в войну на стороне Антанты и 1-й Боснийско-Герцеговинский полк был отправлен на Итальянский фронт. 1 июля 1915 г. Навратил был произведён в первые лейтенанты.
В декабре 1916 г. Навратил произведён в обер-лейтенанты — и снова ранен. 15 мая 1917 года Навратил поступил в офицерское авиационное училище в Винер-Нойштадте. С 1917 года служил в военно-воздушных силах Австро-Венгрии. Воевал на Итальянском и Восточном фронтах, за время боевых действий одержал 10 официально признанных побед, признан одним из асов Первой мировой войны. С мая 1918 г. — командир эскадрильи. Под его началом служили прославившиеся впоследствии польские лётчики Штефан Стец, Франтишек Петер и Станислав Томицкий.
После распада Австро-Венгрии и образования Королевства сербов, хорватов и словенцев, Навратил поступил на службу в королевские вооружённые силы. Однако, в 1940 году покинул вооружённые силы.
С созданием Независимой Хорватии, 29 апреля 1941 года Мирослав Навратил поступил на службу в хорватские ВВС (как уроженец Боснии, вошедшей в состав Хорватии, он автоматически получил хорватское гражданство). 27 сентября того же 1941 года назначен военным атташе в Румынии. В августе 1943 года был отозван из Бухареста в Загреб и произведён в генерал-лейтенанты (General pukovnik). 2 сентября 1943 г. Анте Павелич назначил Навратила военным министром. Некоторое время Навратил был командующим Хорватской армией. 29 января 1944 года вышел в отставку. Он уехал в Вену, куда ещё раньше отправил свою семью. Весной 1945 г. перебрался в курортный городок Целль-ам-Зе, близ Зальцбурга. В декабре 1946 года генерал-лейтенант Навратил был арестован американцами и выдан югославским коммунистическим властям. За «измену родине» был приговорён военным трибуналом к смертной казни и расстрелян 13 (по другим сведениям — 7) июня 1947 г.